# Philip Freneau
Philip Morin Freneau (ur. 2 stycznia 1752 w Nowym Jorku, zm. 18 grudnia 1832 w hrabstwie Monmouth w New Jersey) – amerykański poeta, eseista i publicysta. Z niechęcią odnosił się do George’a Washingtona; zdradzał fascynację romantyzmem, jest uznawany za jednego z prekursorów tego nurtu. Bywa nazywany Poetą rewolucji amerykańskiej lub Ojcem poezji amerykańskiej.
W 1771 ukończył studia na Uniwersytecie Princeton. Następnie pracował jako nauczyciel na Long Island. Opublikował wówczas kilka anty-brytyjskich satyr. W 1776 wyjechał do Indii Zachodnich. Dwa lata później wrócił do New Jersey, gdzie został kapitanem statku. W 1780 przez sześć tygodni był przetrzymywany jako więzień na statku brytyjskim. Opowiada o tym opublikowany w 1781 roku wiersz The British Prison Ship. Przez następnych parę lat współpracował z Freeman’s Journal. Później ponownie pracował jako kapitan statku, lecz w 1790 wrócił do dziennikarstwa. Od 1791 do 1793 był redaktorem National Gazette. W następnych latach łączył za sobą zawód kapitana i dziennikarza aż do początku XIX wieku, kiedy to przeszedł na emeryturę. Poświęcił się wówczas pisaniu esejów i wierszy.

## Twórczość literacka
- The Beauties of Santa Cruz – poemat z 1776. Skontrastował w nim piękno przyrody z „brzydotą” niewolnictwa.
- The Indian Burying Ground – poemat opublikowany w 1787. Skontrastował w nim cywilizację indiańską, znajdującą się bliżej przyrody, z amerykańską, znajdującą się w niewoli rozumu.